# Micromartinia cyrisalis
Micromartinia cyrisalis is een vlinder van de familie van de grasmotten (Crambidae). De wetenschappelijke naam van deze soort is voor het eerst voorgesteld als Phostria cyrisalis door Herbert Druce in een publicatie uit 1895.
De soort komt voor in Nicaragua en Panama.